# Paraleucopis corvina
Paraleucopis corvina är en tvåvingeart som beskrevs av Malloch 1913. Paraleucopis corvina ingår i släktet Paraleucopis och familjen markflugor.
Artens utbredningsområde är Texas. Inga underarter finns listade i Catalogue of Life.